# Charlcombe
Charlcombe – wieś w Anglii, w hrabstwie ceremonialnym Somerset, w dystrykcie (unitary authority) Bath and North East Somerset. Leży 17 km na wschód od miasta Bristol i 156 km na zachód od Londynu. Miejscowość liczy 433 mieszkańców.